# Sean Evans
Sean Evans (Filadelfia, 20 ottobre 1988) è un cestista statunitense.

## Palmarès
- Campionato macedone: 1

Rabotnički Skopje: 2017-18
- Campionato ucraino: 1

Prometey: 2020-21